# Nith
Nith (ang. The River Nith, gael. Abhainn Nid) – siódma pod względem długości rzeka w Szkocji, ma długość 112 km. Bierze początek w East Ayrshire, a w znacznej mierze płynie przez Dumfries and Galloway i uchodzi do zatoki Solway Firth w pobliżu miasta Dumfries.
Tereny położone nad Nith nazywane są Nithsdale (hist. Stranit z gaelickiego Strath Nid, dolina rzeki Nith).

## Dopływy

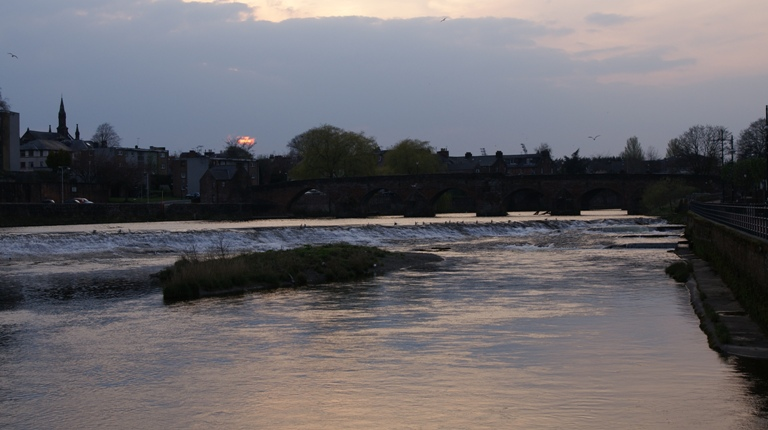
Nith w Dumfries

Dopływy, począwszy od źródła:
- Connel Burn
- Afton Water
- Kello Water
- Crawick Water
- Euchan Water
- Mennock Water
- Carron Water
- Cample Water
- Scar Water
- Shinnel Water
- Cluden Water
- Cargen Pow
- New Abbey Pow